# 우와정
우와정(宇和町)은 에히메현 히가시우와군에 있던 정이다.  우와분지를 형성하고 주위가 산으로 둘러싸인 곡창 지대였다.하치만하마시, 오스시와 우와지마시 사이에 위치하고 있으며 노무라초·조로카와초 방면의 관문이기도 하는 등 난요 지역 교통의 요충지 중 하나였다. 2004년 4월에 자치체로서는 소멸해, 구 정역은 세이요시 우와정이 되었다.

## 지리
히지강 상류부의 우와 분지와 그를 둘러싼 산간부로 이루어져 있다.분지는 해발 200~400m 정도, 주위 산들은 400~800m 정도의 높이가 있다.

## 역사
- 중세에는 우와라는 이름은 이요국에 14개 군이 놓였을 때부터 찾아볼 수 있다.
- 에도시대에는 우와지마 번의 영지. 타다조와 야마다조에 속한다. 순농촌 지대로서 번의 요네조 역할을 하였으며, 또한 가도변의 역참 마을로 발전하였다
- 1651년(게이안 4년) - 구로세 성의 산록에 형성되어 있던 마쓰바 정을 다이묘지 산록으로 옮겨 슈쿠바 정을 형성. 후에 마쓰바 정은 우에노 정으로 개칭.
- 1833년(덴포 4년) - 니노미야 케이사쿠가 우에노정에서 개업하였다..
- 1889년 12월 15일 -  정촌제 시행에 의해 히가시우와군 우와정이 성립하였다.
- 1941년 - 우노마치역 - 우와지마역이 개업하였다.
- 1945년 - 우노마치역 - 야와타하마역이 개업하였다.
- 1954년 3월 31일 - 다다촌, 나카가와촌, 이와키촌, 시모우와촌, 다노스지촌과 합병해 신 우와정이 성립하였다.
- 2004년 4월 1일 - 히가시우와군 아케하마정, 미카메정, 노무라정, 시로카와정과 신설합병에 의해 세이요시가 성립하였다. 우와정은 자치체로서는 소멸하였다.

## 교통

### 철도
- 시코쿠 여객철도 요산선

### 도로
- 국도 56호선